# Цензор (Древний Рим)
Це́нзор (от лат. censor, от censere «оценивать») — должностное лицо в Древнем Риме, осуществлявшее главным образом проведение ценза. Должность учреждена в 443 году до н. э. первоначально для регулирования податей и военной службы. В 434 году до н. э. пятилетний срок службы цензора по предложению Эмилия Мамерка был сокращён до 18 месяцев, позже должность цензора стала пожизненной. Для плебеев должность стала доступна с 350 года до н. э., и тогда стали выбираться соответственно 2 цензора (кроме 131, 120, 115, 102, 92, 86 и 65 годов до н. э., когда были только плебейские цензоры). Цензоры выбирались из бывших консулов; никто не мог занимать эту должность дважды.
Единственным римлянином, ставшим цензором дважды, был Гай Марций Рутил. Это уникальный случай в истории Рима, когда один человек занимал должность цензора дважды. После этого Гай Марций получил агномен Цензорин, а также он добился принятия закона, запрещавшего повторно претендовать на должность цензора.
Спектр функций цензоров при Республике включал:
- собственно ценз;
- надзор за нравами (censura morum): наказание при этом называлось не poena, a ignominia или nota. Оно заключалось, смотря по общественному положению виновного, в исключении из сената (senatu movere) или из всаднического сословия (equum adimere) или в понижении в трибе (tribu movere), либо в исключении из всех триб вообще (tribubus omnibus movere), в таком случае виновный становился эрарием (aerarius), так как это могло сочетаться с более крупным обложением податью. Цензор имел право издания эдиктов против роскоши;
- финансовый контроль: отдача на откуп общественных земель, государственных доходов и поземельных податей, а следовательно, и рудников, таможенных пошлин, торговли солью и т. д., а также наблюдение за всеми оплачиваемыми казною вещами и поставками, например за вооружением войск, их перевозкой и др.
- надзор за сооружением и содержанием общественных зданий и заведений, при котором строительство и ремонт (opera publica) цензоры поручали предлагавшим минимальную плату.

Все цензорские документы назывались tabulae censorum.
В 81 году до н. э. диктатор Луций Корнелий Сулла упразднил должность цензора, но уже в 70 году до н. э. цензорат был восстановлен. Цезарь около 46 года до н. э. вновь ликвидировал должность цензора — до повторного, но уже формального восстановления принцепсом (императором) Октавианом Августом. После двух цензоров времён Августа, Планка и Павла, цензорские полномочия принимал на себя только сам принцепс (Август это делал трижды, формально не занимая должность цензора: в первый раз — с Марком Агриппой, во второй — единолично, в третий — с Тиберием). Затем, после длительного перерыва, цензорами в 43 году были император Клавдий и Луций Вителлий (отец будущего императора Вителлия); в 73 году — император Веспасиан вместе со своим сыном и соправителем Титом. Начиная с Домициана, император получал цензорские полномочия пожизненно.